# Сакарелос, Димитрис
Димитрис Сакарелос (греч.  Δημήτρης Σακαρέλος  подпольные псевдонимы Яннис, Зографос (художник), 1900, Дорида — ?) — деятель коммунистической партии Греции, офицер  интербригад в годы гражданской войны в Испании. 

## Биография
Димитрис Сакарелос родился в 1900 году в деревне Крокили Дориды. Окончив школу в своей деревне, он отправился в соседний город Ламия учиться на учителя. Здесь, под влиянием журналиста и коммуниста Такиса Фициоса, который впоследствии был расстрелян в годы гражданской войны в Греции (1946—1949), Сакарелос проникся коммунистическими идеями.
Сакарелос был впечатлён разразившейся революцией в России. Окончив педагогическое училище, Сакарелос отправился в македонскую столицу, город Фессалоники, откуда, через Константинополь, морем отправился в Советский Союз. Здесь он работал учителем среди греческого населения Причерноморья. Развил деятельность среди греческих торговых моряков. Был редактором газеты “Спартак(ос)” в Новороссийске, где женился на украинской девушке Ольге Семеновне Варвалюк, дочери артистов украинской сцены. Вместе с ней вернулся в Грецию в период 1923—1924 гг. В Греции никогда не работал учителем. Некоторое время работал переводчиком в издательстве «Говостис». В дальнейшем был вынужден работать грузчиком в Пирее, благо Сакарелос был физически крепким человеком. Жена первоначально нашла работу в советском посольстве, но вскоре была уволена. Сакарелос связался с организациями компартии Греции и стал деятелем профсоюзного движения, где приобрёл большой авторитет. В начале 1930-х годов он был заключён в тюрьму на острове Эгина, обвинённый в убийстве археомарксиста Георгопападатоса («археофашистами» именовала их греческая компартия). В мае 1934 года Сакарелос и ещё 7 заключённых членов компартии, выкопав туннель длиной в 25 метров, совершили побег.
Вместе с Сакарелосом бежали: бывший депутат парламента Клидонарис, Апостолос, Никос Вавудис, Э. Томазос, Κ. Фларакос, М. Дулгерис, А. Дервисоглу и К. Сарикас. Все восемь бежавших коммунистов впоследствии приняли участие в Гражданской войне в Испании в составе интербригад. Беглецы были отправлены морем в СССР, с помощью подпольной сети компартии Греции и советского посольства. Прибыв в Москву, Сакарелос поступил в КУТВ. В июле 1935 года Сакарелос, вместе с Стилианосом Склавенасом, Я. Иоаннидисом, Я. Михаилдисом, М. Тиримасом, М. Синакосом, Никосом Плумбидисом и Андреасом Ципасом, был в составе делегации греческой компартии, принявшей участие в работе VII конгресса Коммунистического Интернационала в Москве.

## Испания

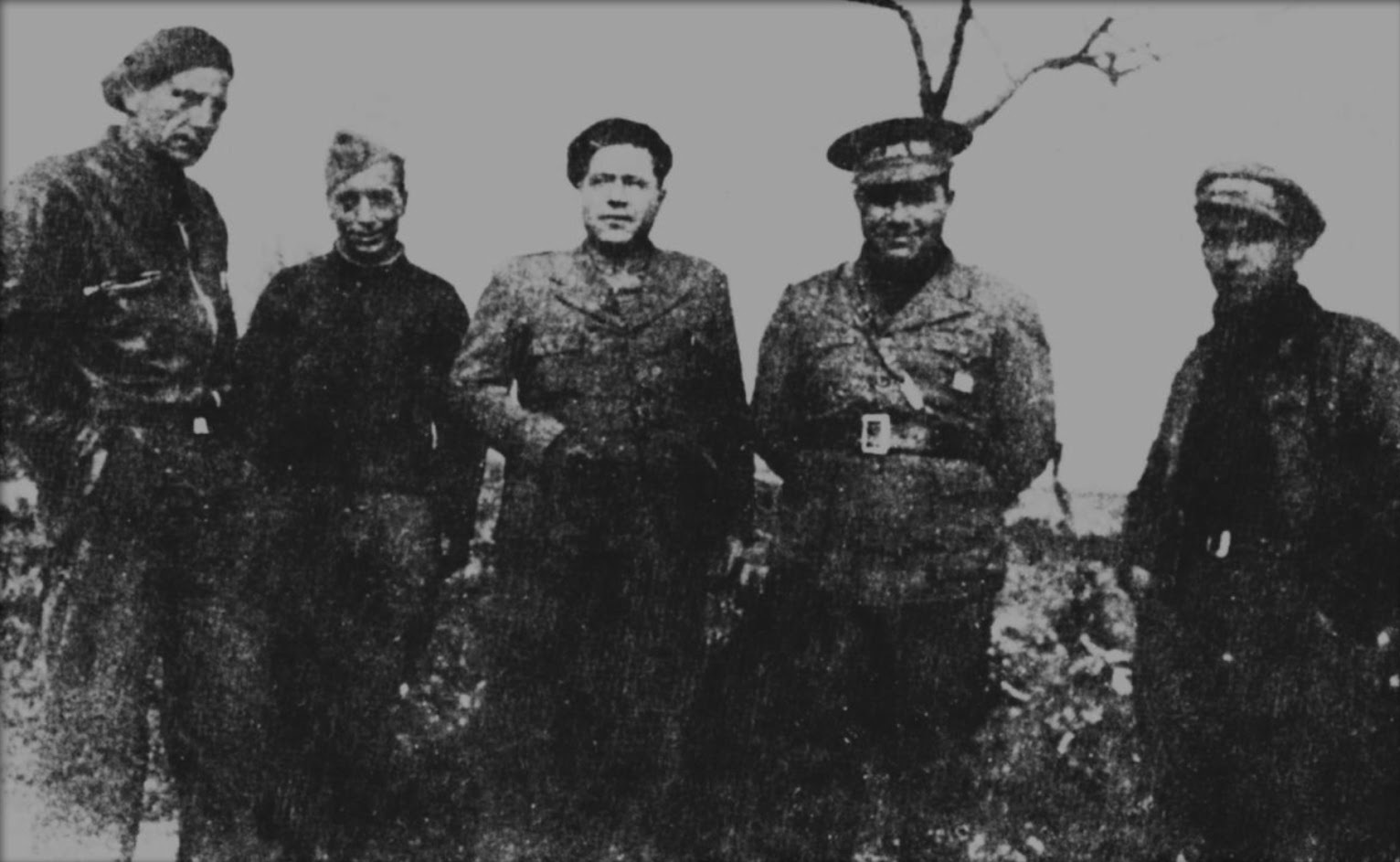
Греческие добровольцы в Испании. Слева направо – Д. Сакарелос, П. Пантелиас, П. Айвадзис, А. Делияннис и Н. Вавудис

С началом фашистского мятежа в Испании 18 июля 1936 года и после призыва республиканского правительства о помощи, Сакарелос, возглавив группу греческих коммунистов (Вавудис, Делияннис, Стефопулос, Кацикиотис, Пантелиас и др.), отправился в Испанию. На месте он связался с другими греческими добровольцами, прибывшими в Испанию со всех уголков мира. Под псевдонимом «Яннис» получил признание как один из руководителей добровольцев. Первоначально находился в ставке Интернациональных бригад в Альбасете, будучи одним из основных ответственных за греческих добровольцев. Часть разрозненных греческих добровольцев была сведена в отдельную греческую роту, которая первоначально именовалась «рота Никос Захариадис», в честь заключённого генсека компартии Греции. Сакарелос принял участие в создании роты и стал её первым комиссаром.
С поражением республиканцев, Сакарелос, вместе с выжившими греческими добровольцами, перешёл на территорию Франции, где все они были заключены в лагеря. Сумел бежать и, вместе с П. Айвадздисом, попытался организовать отъезд добровольцев по назначению. Сам Сакарелос, с несколькими другими греческими добровольцами, сумел вернуться в СССР до занятия Франции немцами. Своё пребывание во Франции Сакарелос (под псевдонимом Зографос – художник) использовал для организации греческой эмиграции против диктаторского режима в Греции.

## Загадка смерти Сакарелоса
Нет почти никакой информации о пребывании Сакарелоса в СССР в годы Второй мировой войны. По окончании войны его близкие стали запрашивать о его судьбе. Был получен только неофициальный устный ответ, что Сакарелос погиб в авиационной катастрофе в Югославии, направляясь с заданием в Грецию. Однако не были обозначены ни время, ни место катастрофы. Полученная информация была неубедительной как для его близких, так и для его товарищей, и стала питательной почвой для всевозможных теорий и спекуляций, как «его следы затерялись в стране, которую (греческие) коммунисты именовали сердцем Земли».
Костас Филактопулос (псевдоним «Псарас» — рыбак), политический эмигрант в СССР, утверждает, что Сакарелос должен был прибыть в Грецию с советской военной миссией в 1944 году, но вместо него прибыл Вавудис. Один из его родственников утверждал, что Сакарелос был убит в конце 1944 года на греко-болгарской границе, полагая, что это был результат внутрипартийных разборок.
Христос Лазу, исследователь греческого добровольческого движения разных эпох, помещает смерть Сакарелоса в более поздний (1946—1949) период Гражданской войны в Греции и пишет, что Сакарелос погиб в авиационной катастрофе в Югославии, пытаясь добраться до регионов контролируемых Демократической армией Греции.
Инициативная группа бывших членов партии включила Сакарелоса в список партийных членов, погибших по той или иной причине по вине руководства партии.
Д. Палеологопулос, писатель и земляк Сакарелоса, попытался получить ответ о его судьбе у двух бывших функционеров компартии, М. Парцалидиса и П. Руссоса. Первый ответил, что Сакарелос погиб в авиационной катастрофе. Второй интригующе покачал головой, как бы говоря: «Не ищи!». Как пишет Палеологопулос, только мать Сакарелоса не верила во все эти слухи и ждала возвращение своего сына в деревню. Мать не желала умереть, не увидев своего сына, дожила до 106 лет, но умерла, не дождавшись сына.